# とうかさん

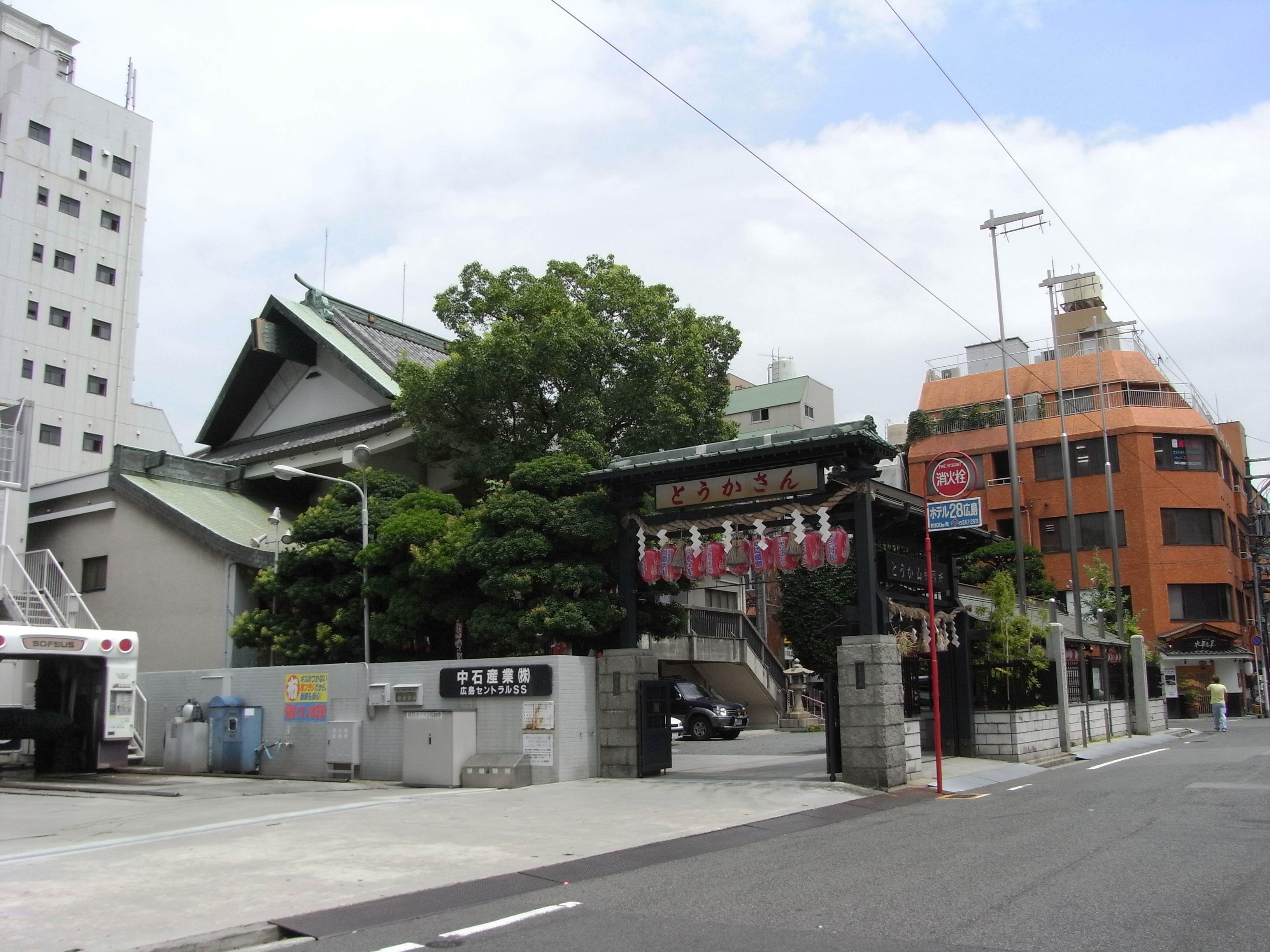
広島 圓隆寺

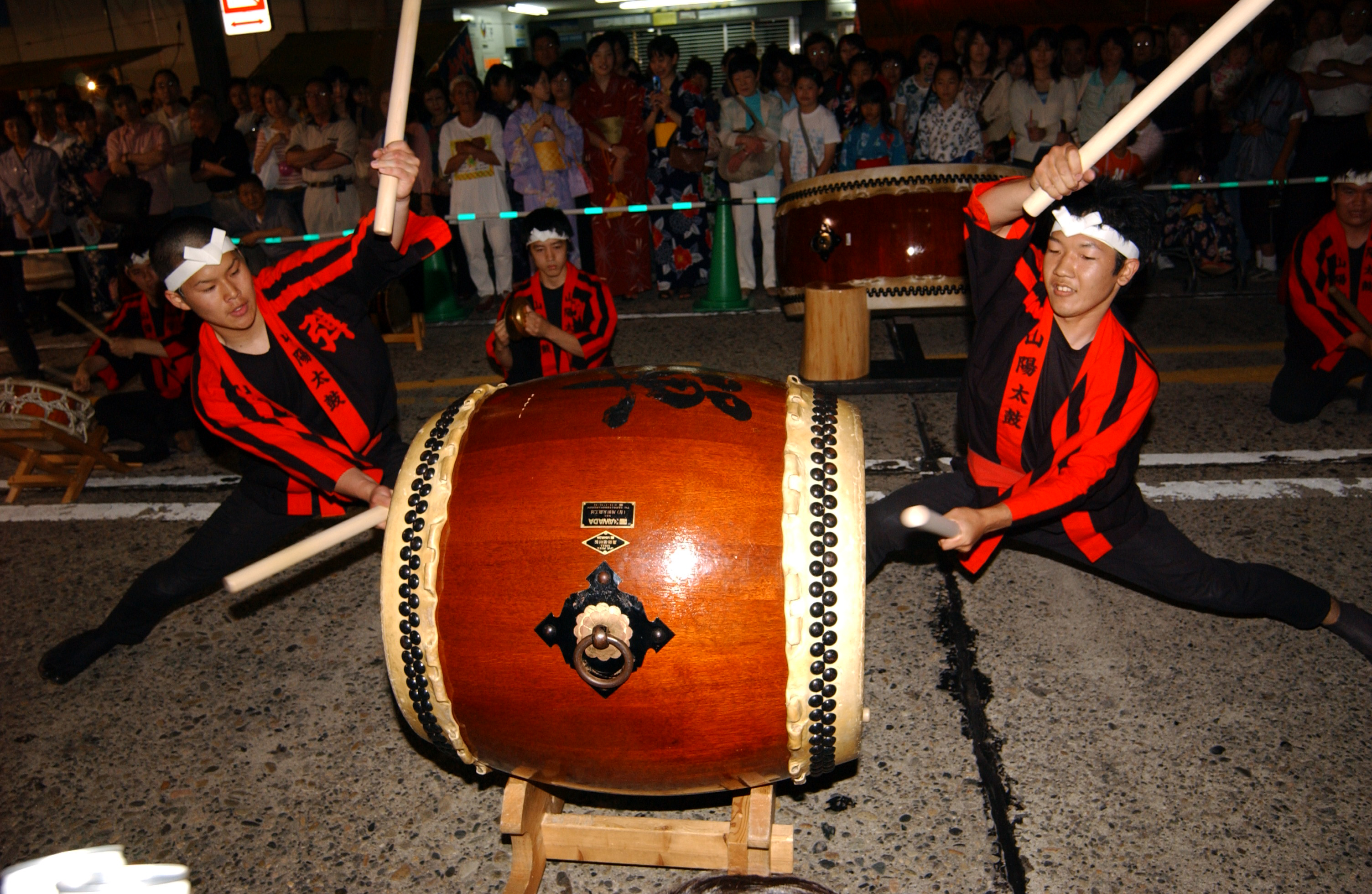
とうかさん大祭の山陽太鼓

とうかさん（稲荷さん・稲荷山・稲荷参）は、広島県広島市中区三川町にある日蓮宗の寺院、福昌山 慈善院 圓隆寺（ふくしょうざん じぜんいん えんりゅうじ）のこと。
または、毎年6月に行われる同寺院の総鎮守である稲荷大明神の祭礼。旧本山は、京都鞍馬口妙覚寺。奠師法縁（奠統会）。

## 歴史
圓隆寺は1619年（元和5年）、浅野長晟が僧・慈善院日音上人を開山に招聘して創建した。寺の別名であり、毎年行われる夏祭りの名称でもある「とうかさん」とは、当寺の鎮守であり、法華経を守護するとされる稲荷大明神のことで、稲荷を「とうか」と音読みしたのがその語源である。
圓隆寺が建立されたのと同時に、日音により「稲荷（とうか）大明神」が勧請され、その神力により広島城の守りは言うに及ばず城下庶民への功徳救施は安寧と繁栄をもたらしたと伝えられている。
戦時下でも「とうかさん大祭」は開かれたが、1945年（昭和20年）8月6日の広島市への原子爆弾投下により全壊焼失。1946年（昭和21年）再興された。この年も「とうかさん大祭」の神事は続けられ、祭りの歴史が途切れることはなかった。

## 行事

### とうかさん大祭
広島市中区三川町のとうかさん（圓隆寺）の祭礼が毎年6月の第1金曜日から3日間行われる。中央通りが歩行者天国となり、一帯で露店が繰り広げられる。参拝者は3日間で約8万人、中央通り一帯の人手は約45万人に上る。広島ではこの祭りをその年の浴衣の着初めの日としており、夏の訪れを告げる風物詩である。胡子神社の胡子講・住吉神社の住吉祭と並び、広島三大祭りの1つ。

### とうかさん大祭の歴史
1954年（昭和29年）までは旧暦の端午の節句に行われていたが、1955年（昭和30年）は旧暦の端午の節句が新暦の6月10日頃となり、「とうか」を｢十日」にかけ、この年より毎年新暦の6月9日、10日に行われるようになった。「十日」が「とうかさん」の語源という偽説はここからきており、語源はあくまでも「稲荷」が正しい。
1961年（昭和36年）からは6月8日、9日、10日の3日間行われるようになった。
1998年（平成10年）からは毎年6月第1金曜日からの3日間の開催となった。
江戸時代初期より戦の勝利祈願のため「菖蒲」を「勝負」にかけ、毎年の端午の節句に大祭が行われてきた歴史があり、今日でも軒下に験担ぎの菖蒲を置いたり、菖蒲湯と称して風呂に入れるなどの風習がある。

## 所在地
広島県広島市中区三川町8-12

## 交通アクセス
- JR広島駅（山陽本線ほか）より徒歩20分
- 広島電鉄 路面電車 八丁堀停留場下車　南へ徒歩5分
- アストラムライン 本通駅 徒歩10分
- 広電バス、広島バス　八丁堀バス停、新天地バス停、天満屋前バス停ほか